# Tartu
Tartu (svensk og tysk historisk Dorpat) er en by i det sydøstlige Estland. Med 97.759 (2024) indbyggere på 38,8 kvadratkilometer er den Estlands næststørste by, og regnes i modsætning til Tallinn, som i dag er landets politiske og økonomiske hovedstad, som Estlands intellektuelle og kulturelle centrum. Byen er sæde for Estlands ældste og mest anerkendte universitet, Tartu Universitet, og er også sæde for Estlands Højesteret, uddannelses- og forskningsministeriet og Estlands nationalmuseum. Byen ligger ved floden Emajõgi, som som forbinder Estlands to største søer Võrtsjärv og Peipus.
Tartu er grundlagt i 1030 og var et vigtig handelscentrum i middelalderen, hvor byen var medlem af Hanseforbundet. Frem til 1500-tallet hørte den til Den Livlandske Konføderation, og tysk kultur havde stor indflydelse på kultur, religion, arkitektur, uddannelse og politik helt frem til 1900-tallet. I 1500-tallet kom Tartu under polsk herredømme, og efter den svensk-polske krig i 1600-tallet blev byen svensk. I 1632 grundlagde den svenske konge Gustav 2. Adolf Tartus universitet. Blandt personalet og studenterne var mange af balttysk oprindelse. I 1721 blev byen russisk. Efter 1. verdenskrig blev Tartu og hele Estland uafhængig. I 1940 blev Tartu besat af Sovjetunionen, og først i 1991 blev Estland igen en uafhængig stat.

## Navn og etymologi
Siden 1918 har det estiske navn Tartu været det eneste officielle navn i brug, men da byen har været kontrolleret af forskellige magter og kulturer gennem sin historie, har den også haft forskellige navne på andre sprog. På tysk, svensk og polsk har byen været kendt under navnet Dorpat, en variant af Tarbatu. På russisk har byen været kendt som Юрьев (tr. Jur′jev), efter Juri, dåbsnavnet på storfyrst Jaroslav 1. af Kijev og som Дерпт (tr. Derpt, fra den nedertyske variant af Dorpat). På samme måde har byen været kendt som Tērbata på lettisk, og finsktalende bruger toponymet Tartto. Tartu ligger ved Emajõgi-floden, hvis navn ema jõgi oversættes til moderne estisk som 'moderflod'.

## Historie
Tartu var fra forhistorisk tid stedet, hvor de nord-sydgående veje krydsede floden Emajõgi. En fæstning blev bygget på Domsbjerget over byen senest omkring år 700. De første skriftlige beretninger om områdets historie blev gjort af senere middelalderlige krønikeskrivere fra Kijevriget, der beskrev begivenhederne i det tidlige 11. århundrede, hvor fyrst Jaroslav den Vise af Kijev invaderede området omkring år 1030. Efter en sejrrig kamp med lokalbefolkningen byggede han sin egen fæstning der, og gav den navnet Jurjev. Under Kijevrigets herredømme voksede byen frem til en i den tids sammenhæng relativt stor bebyggelse.
Under de Nordiske korstog blev området erobret af Sværdbroderordenen og senere Den Tyske Orden. Frem til 1900-tallet havde tysk sprog og kultur stor indflydelse på byens kultur, religion, arkitektur, uddannelse og politik. Den var et vigtig handelscentrum i middelalderen, hvor byen var medlem af Hanseforbundet. Den var hovedstad i det halv-uafhængige Fyrstbispedømmet Dorpat, der indgik i Den Livlandske Konføderation. Byen var en af de rigeste byer i det gamle Livland og havde fire klostre og otte kirker.
I 1500-tallet kom Tartu under polsk herredømme, og en jesuitisk grammatikskole blev oprettet i 1583. Efter den svensk-polske krig i 1600-tallet blev byen svensk. I 1632 grundlagde den svenske konge Gustav 2. Adolf Tartu Universitet. Blandt personalet og studenterne var mange af balttysk oprindelse. I 1721 blev byen russisk. Efter 1. verdenskrig blev Tartu en del af den nye uafhængige stat Estland. I 1940 blev Tartu besat af Sovjetunionen, og først i 1991 blev Estland igen en uafhængig stat.